# WAIV
Koordinaten: 39° 0′ 33″ N, 74° 52′ 13″ W
WAIV oder WAIV-FM (Slogan: „South Jersey's #1 Hit Music Station (Today's Best Music)“) ist ein US-amerikanischer Hörfunksender aus Cape May im US-Bundesstaat New Jersey. WAIV-FM sendet im Top 40-Format auf der UKW-Frequenz 102,3 MHz. Eigentümer und Betreiber ist die Equity Communications, l.P.

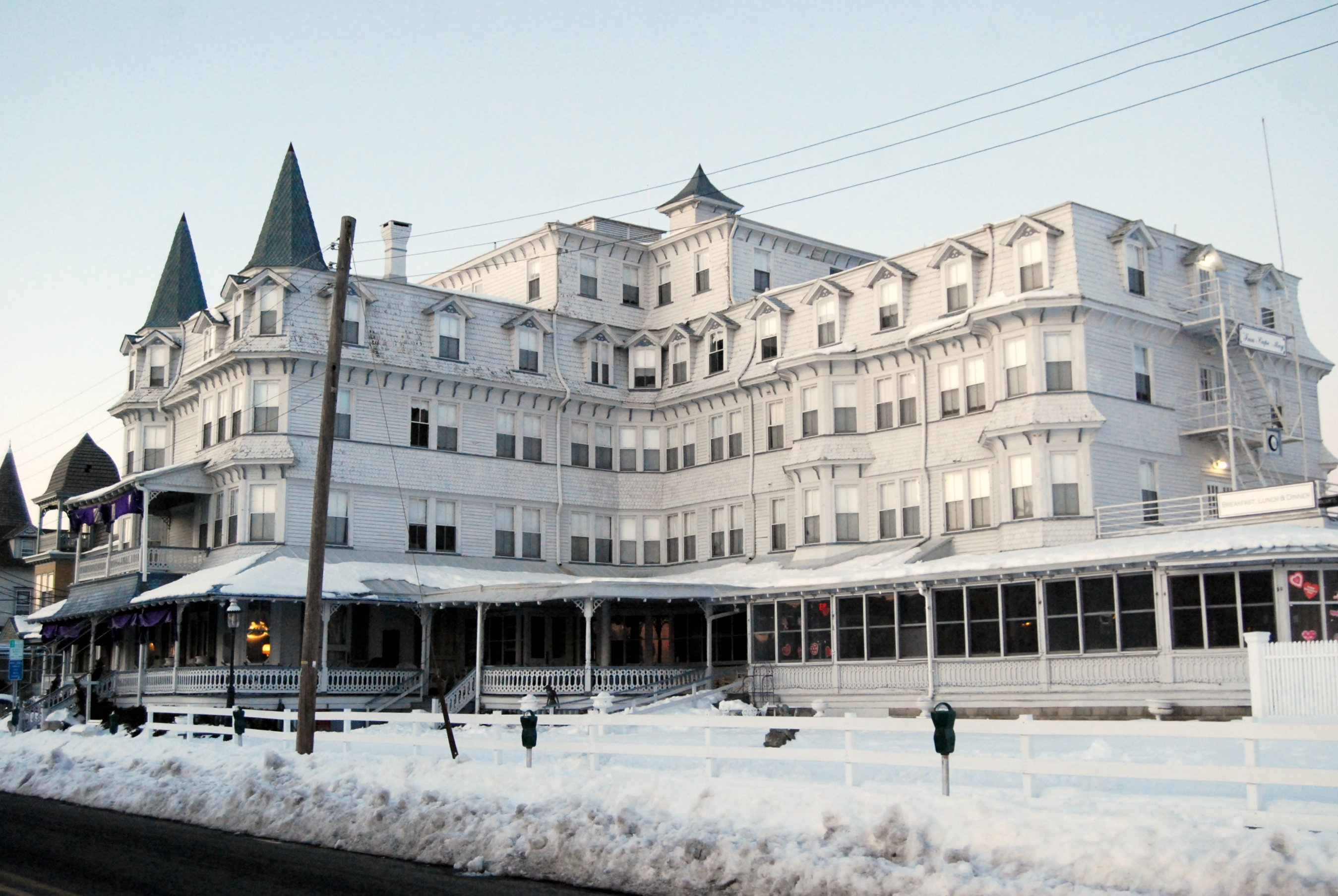
Cape May, New Jersey